# Censènnia
Censènnia (en llatí: Censennia) era una ciutat samnita de situació desconeguda. L'any 305 aC el cònsol Luci Postumi Megel, després de conquerir Boviànum, va conquerir la ciutat, i també Sora i Arpinum.